# دوري الدرجة الأولى الأرجنتيني 1976
دوري الدرجة الأولى الأرجنتيني 1976 (بالإسبانية: Campeonato Nacional 1976)‏ هو الموسم 46 من دوري الدرجة الأولى الأرجنتيني. أشرف على تنظيمه اتحاد الأرجنتين لكرة القدم، وكان عدد الأندية المشاركة فيه 34، وفاز فيه بوكا جونيورز.